# Sheffield-Simplex (панцирник)
Панцирник Sheffield-Simplex був розроблений британською компанією в час Першої світової війни на замовлення російського війська після поразок в Галичині. Контракт на панцирники поступово збільшували з 5 до 10 машин у червні 1915 року. Зрештою на шасі автомобіля "Sheffield-Simplex 30НС" було замовлено 25 легких панцерників у фірми "Sheffield-Simplex" та 36 у фірми "Army Motor Lorries of Wagons" з 4-5,5 мм панцирними листами, закріпленими на дерев'яному каркасі. Систему розміщення панцерних плит, встановлення двох башт розробив штабс-капітан Миронов. Протягом грудня 1915- весни 1916 років поставили 61 панцерник до Росії, де їх визнали непридатними для ведення бойових дій і не прийняли на озброєння. Панцирники фірми "Sheffield-Simplex" пропонували переробити на панцирні дрезини чи посилити захист, чому перешкодила анархія після революції 1917 року. Панцирники фірми "Army Motor Lorries of Wagons" виявились непридатними для модернізації і питання їхнього використання не було вирішеним.  На 30 березня 1917 панцирники було наказано передати Запасному бронедивізіону, командир якого запропонував у травні зняти панцирні листи з 17 машин і використовувати їх як вантажівки. Влітку 1917 панцирні корпуси спробували встановити на шасі вантажівок Jeffrey, Lancia. Декотрі панцирники застосовувала РСЧА в ході Громадянської війни. Один з них захопило латвійське військо і під назвою "Imanta" використовувало у 1920-х роках.